# Eurovillas

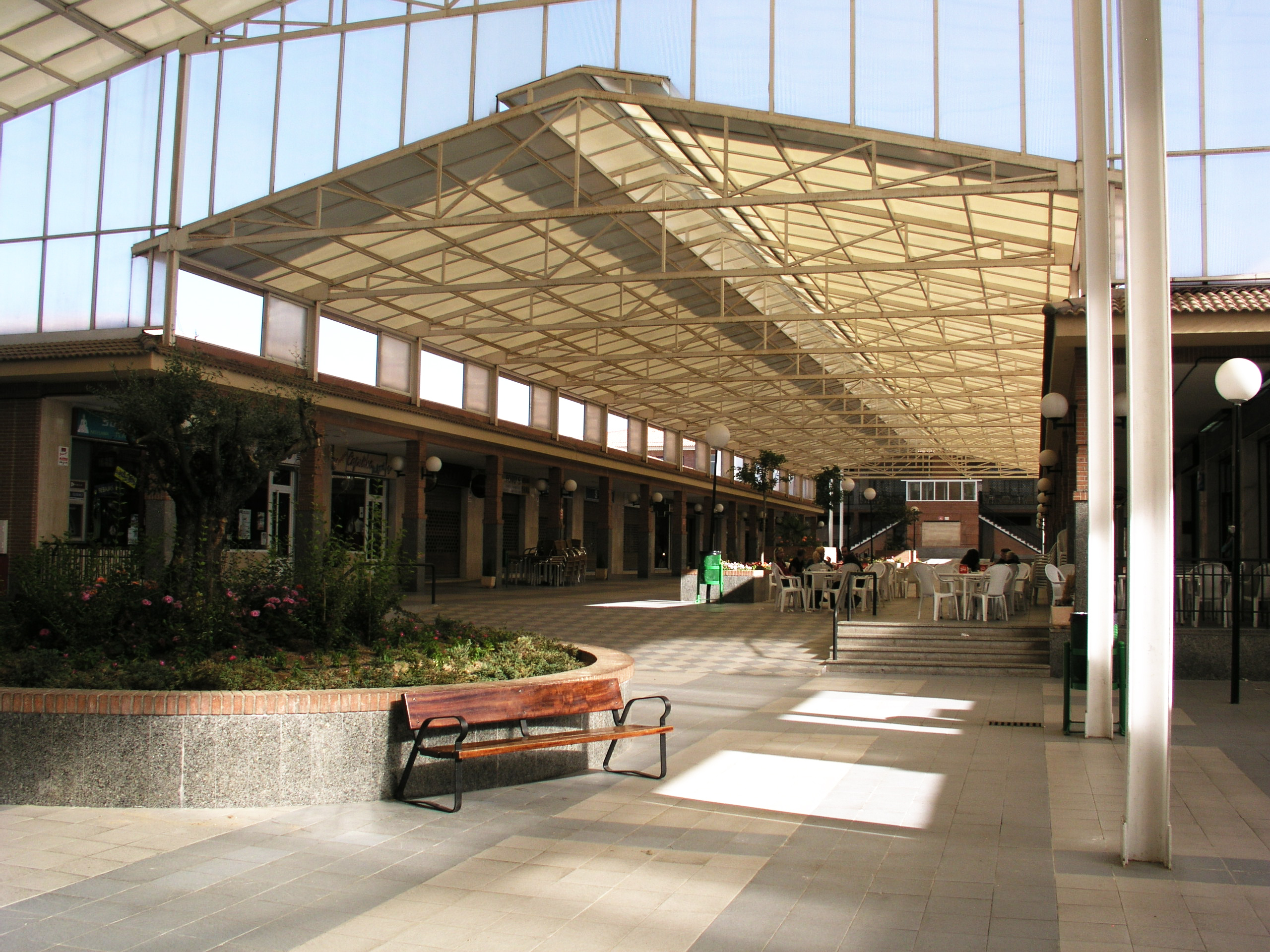
Köpcentrumet "la Plaza"

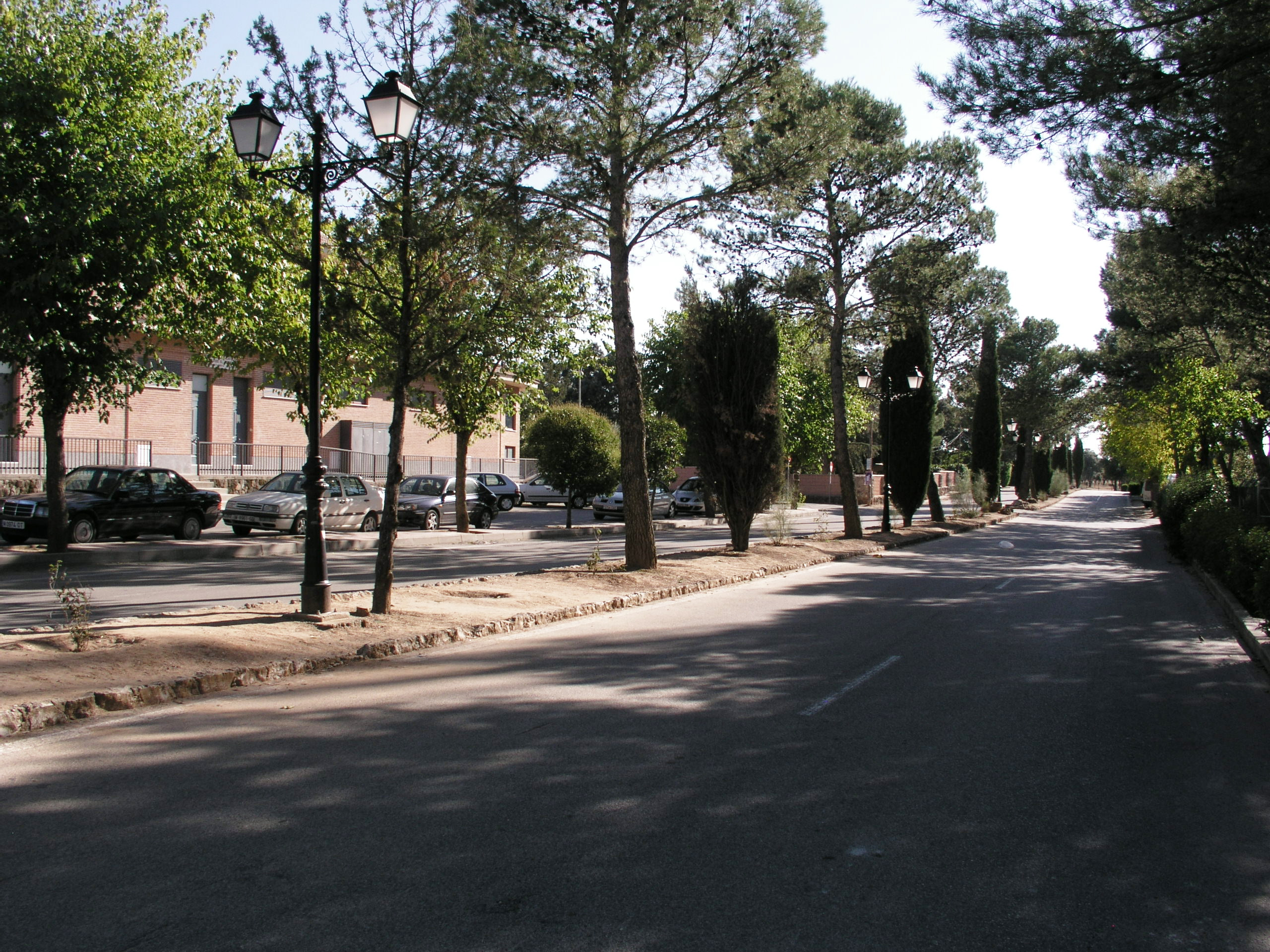
Calle Comunidad Europea

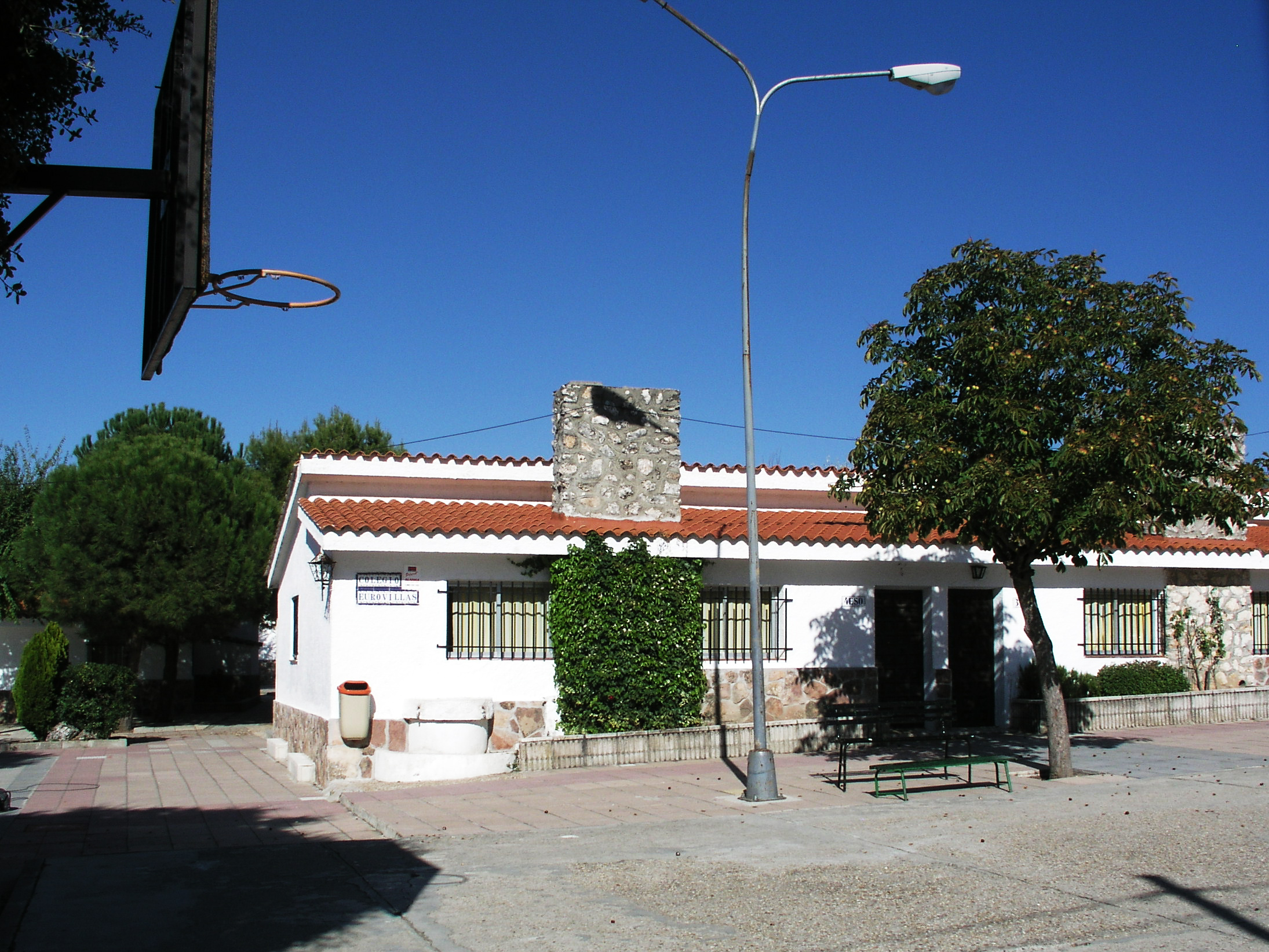
Skolan "Colegio Internacional Eurovillas"

Eurovillas, tidigare Ciudad de las Américas, är ett bostadsområde i Comunidad de Madrid belägen i kommunerna Nuevo Baztán (till 70%) och Villar del Olmo (till 30%).
Eurovillas består av cirka 4 000 tomter med areor från 500 m² till 2000 m² lagda längs gator som från öster till väster har nummer 1–16 ("calle 1"–"calle 16") och från norr till söder har namn från Europeiska unionen i alfabetisk ordning (från "Avenida de Atenas" till "Avenida de Zamora" och "Rotonda de Zaragoza").
Till de viktigaste gatorna räknas: Dublín, Glasgow, Nápoles, Jerez de la Frontera, Kiel, Luxemburgo, Mánchester, Roma och Úlster och bland de numeriska 5, 7, 10 och 11.
Skolan "Colegio Público Juan de Goyeneche" ligger mellan gatorna Glasgow, La Haya och Calle 2. Skolan Colegio Internacional Eurovillas ligger vid Posada de Castilla, 107–111. Kulturhuset "La Casa de la Cultura Valmores" ligger vid Calle 13 (nära la Ronda de Mánchester). Den kommersiella zonen ligger mellan gatorna 10 och 12 och mellan gatorna Jerez de la Frontera, Kiel och Luxemburgo.
Medelnivån i staden är 850 m ö.h.
De viktigaste färdvägarna är "la Ronda Hispanamericana", som ligger runt urbanisationen som ett bälte och där ligger även de två skolorna som finns i Nuevo Baztán, "la Avenida Comunidad Europea" med sina två affärscentra och samfällighetsföreningen ("la comunidad de propietarios") samt "la Ronda de Mánchester" med kulturhuset och två parker.
I den del som hör till Villar del Olmo, på calle Siete (gata 7), har under 2006 anlagts en sportanläggning och en park för barn.